# Östre-Görjetjärnen
Östre-Görjetjärnen är en sjö i Norsjö kommun i Västerbotten och ingår i Skellefteälvens huvudavrinningsområde.